# Крафтсбері (Вермонт)
Крафтсбері (англ. Craftsbury) — місто (англ. town) в США, в окрузі Орлінс штату Вермонт. Населення — 1343 особи (2020).

## Демографія
Згідно з переписом 2010 року, у місті мешкало 1206 осіб у 502 домогосподарствах у складі 300 родин. Було 648 помешкань
Расовий склад населення:
| - 96,7 % — білих - 0,4 % — азіатів - 0,2 % — чорних або афроамериканців - 0,1 % — вихідців з тихоокеанських островів - 1,3 % — осіб інших рас |

До двох чи більше рас належало 1,2 %. Частка іспаномовних становила 2,0 % від усіх жителів.
За віковим діапазоном населення розподілялося таким чином: 17,2 % — особи молодші 18 років, 63,0 % — особи у віці 18—64 років, 19,8 % — особи у віці 65 років та старші. Медіана віку мешканця становила 44,1 року. На 100 осіб жіночої статі у місті припадало 97,1 чоловіків;  на 100 жінок у віці від 18 років та старших — 94,7 чоловіків також старших 18 років.
Середній дохід на одне домашнє господарство  становив 63 145 доларів США (медіана — 51 618), а середній дохід на одну сім'ю — 69 345 доларів (медіана — 60 985). Медіана доходів становила 40 662 долари для чоловіків та 39 423 долари для жінок. За межею бідності перебувало 9,0 % осіб, у тому числі 5,8 % дітей у віці до 18 років та 14,0 % осіб у віці 65 років та старших.
Цивільне працевлаштоване населення становило 581 особа. Основні галузі зайнятості: освіта, охорона здоров'я та соціальна допомога — 31,3 %, будівництво — 13,6 %, роздрібна торгівля — 9,3 %, сільське господарство, лісництво, риболовля — 7,6 %.